# Lecanora americana
Lecanora americana är en lavart som först beskrevs av B. de Lesd., och fick sitt nu gällande namn av Printzen. Lecanora americana ingår i släktet Lecanora och familjen Lecanoraceae.   Inga underarter finns listade i Catalogue of Life.